# Sandnessjøens kommun
Sandnessjøens kommun (norska: Sandnessjøen kommune) var en kommun i Nordland fylke i Norge. Tätorten Sandnessjøen utgjorde kommunens centralort.

## Administrativ historik
Stamnes kommun upprättades den 1 juli 1899 genom utbrytning ur Alstahaugs kommun. Kommunen omfattade den norra delen av nuvarande Alstahaugs kommun samt den södra delen av nuvarande Leirfjords kommun och hade 2 673 invånare vid upprättandet.
Den 1 juli 1915 bröts Leirfjords kommun ut ur kommunen som då minskade från 3 062 invånare före delningen till 1 059 invånare efter. Den återstående delen omfattade den norra delen av nuvarande Alstahaugs kommun.
1948 bytte Stamnes kommun namn till Sandnessjøens kommun.
Den 1 januari 1965 gick Sandnessjøens kommun, tillsammans med huvuddelen av Tjøtta kommun, åter upp i Alstahaugs kommun. Kommunens hade då 3 856 invånare.